# Kozulka jodłowa
Kozulka jodłowa, kozulka mała (Pogonocherus ovatus) – gatunek chrząszcza z rodziny kózkowatych i podrodziny zgrzypikowych. Zamieszkuje środkową część Europy.

## Taksonomia
Gatunek ten opisany został po raz pierwszy w 1777 roku przez Johanna A.E. Goezego pod nazwą Cerambyx ovatus.

## Morfologia
Chrząszcz o ciele długości od 3 do 6 mm. Głowa jest ciemnobrązowa z przylegającym szarym owłosieniem i mocno rozproszonymi szczecinkami. Czułki są długie, ciemnobrązowe, o wszystkich członach z rudą, szaro owłosioną podstawą. Szersze niż dłuższe przedplecze jest ciemnobrązowe, głównie szaro owłosione, ale pośrodku dysku rudobrązowe z parą niewielkich, błyszczących guzków i nagim pasem środkowym. Po bokach przedplecze ma parę ostrych wyrostków. Tarczka jest dwubarwna. Pokrywy są ku tyłowi zwężone, a u wierzchołka tępo ścięte, o wierzchołkowych kątach nieprzedłużonych w ząbki. Barki pokryw są ciemnobrązowe, a rejon za tarczką rudobrązowy, po bokach z owłosionymi, ciemnobrązowymi wzgórkami. Dalej leży opadająca, poprzeczna przepaska białoszarego owłosienia, a za nią przepaska ciemnobrązowa. Tylna połowa pokryw jest głównie rudobrązowa do ciemnobrązowej z łatkami częściowo szarego owłosienia.  Na powierzchni pokryw obecne są po trzy podłużne żeberka, z których wewnętrzne są białoszare z dwoma lub trzema kępkami czarnych włosków po bokach. Odnóża są na goleniach i stopach ciemnobrązowo i jasnorudobrązowo obrączkowane. Uda są maczugowato nabrzmiałe.

## Ekologia i występowanie
Owad saproksyliczny, zasiedlający lasy iglaste i mieszane, głównie bory jodłowe. Larwy są saproksylofagami. Cykl rozwojowy jest jednoroczny. Przechodzą rozwój pod korą obumierających i martwych, cienkich gałązek drzew i krzewów. Głównymi roślinami żywicielskimi są jodły, w tym jodła pospolita i jodła grecka. Wyjątkowo zdarza się, że larwy przechodzą rozwój w brzozach, dębach, gruszach, jemiołach, kasztanach, ostrokrzewach, platanach, sosnach, świerkach czy wiązach. Przepoczwarczenie ma miejsce w drewnie w końcu lata. Postacie dorosłe opuszczają poczwarki już w sierpniu, zwykle jednak pozostają w kolebce poczwarkowej, wykorzystując ją do zimowania, rzadziej wygryzają się na zewnątrz i zimują pod łuskami kory na pniu drzewa lub w ściółce. Aktywne osobniki spotyka się od wczesnej wiosny, czasem już od lutego, ale zwykle od marca lub kwietnia, do czerwca, lipca, a nawet października.
Gatunek palearktyczny, europejski, znany z Hiszpanii, Francji, Belgii, Holandii, Niemiec, Szwajcarii, Austrii, północnych Włoch, Estonii, Łotwy, Polski, Czech, Słowacji, Węgier, Rumunii, Słowenii, Chorwacji, Bośni i Hercegowiny, Albanii oraz Grecji. W wielu miejscach ustępuje ze względu na zanik borów jodłowych. W Polsce podawany jest z nielicznych stanowisk, spotykany rzadko i pojedynczo.